# آنتونیو ویچ
آنتونیو ویچ (انگلیسی: Antonio Veić؛ زادهٔ ۱۸ فوریهٔ ۱۹۸۸) یک تنیس‌باز اهل کرواسی است.